# Matthew Farhang Mohtadi
Matthew « Matt » Farhang Mohtadi, né le 6 janvier 1926 à Téhéran et mort le 4 juillet 2020 à Calgary, est un sportif iranien, pratiquant le basket-ball, le tennis de table, le tennis et le squash au niveau international.

## Biographie
Il est membre de l'équipe nationale iranienne de basket-ball qui participe aux Jeux olympiques d'été de 1948 à Londres. Il joue dans leur match contre la France.
Installé en Grande-Bretagne, Matthew Farhang Mohtadi participe à sept reprises au tournoi de Wimbledon, de 1949 à 1955, perdant à chaque fois dès le premier tour. Il dispute également le British Open de squash, championnat du monde officieux, en 1953, 1954, 1955, 1956 et 1962. Il participe aussi aux Championnats du monde de tennis de table 1965 à Ljubljana.
Pendant son séjour en Angleterre, Matthew Farhang Mohtadi obtient un PhD en génie chimique à l'université de Birmingham. Il enseigne ensuite à l'université de Calgary. Au cours de ses nombreuses années passées à l'université, il occupe pendant un certain temps le poste de chef du département de génie chimique et pétrolier et de directeur des relations publiques à la faculté d'ingénierie. Il est le père de Nick Mohtadi, chirurgien orthopédiste et joueur de tennis de haut niveau sous les couleurs canadiennes.